# Малі чини
Малі чини (лат. Ordines Minores) — найнижчі ступені духовенства, скасовані у латинському літургійному обряді католицької церкви в середині XX століття та збереглись у східних католицьких церквах і громадах традиціоналістів.

## Історія
До малих чинів належали аколіти, екзорцисти, псаломники й остіарії. Іподиякони, хоч і не були священнослужителями, належали до вищих чинів кліру поряд із дияконами, священниками та єпископами.
Малі чини з'явились у перші століття християнства. Твір початку III століття Апостольська традиція (лат. Traditio apostolica), який приписують Іполіту Римському, згадує псаломників, іподияконів та екзорцистів, причому підкреслюється, що для постанови їх на службу не потрібне було рукопокладення. Папа Корнелій в середині III століття у посланні до Фабія перелічив увесь клір Риму, в тому числі 42 аколітів і 52 екзорцистів, псаломника й остіарія.
Роль малих чинів у латинській церкві полягала у літургійному служінні священикам, конкретні функції того чи іншого церковнослужителя позначились у його назві: аколіт (від грец. ακολουθος той, хто супроводжує, служить) запалював та носив свічки, слідкував за посудинами з освяченим єлеєм, готував хліб і вино для Євхаристії; екзорцисти, серед іншого здійснювали обряд екзорцизму в таїнстві хрещення; псаломники читали Святе письмо з амвона, остіарії (від лат. ostium двері) відчиняли й зачиняли церкву та стежили, щоб нехрещені не перебували на Євхаристичному каноні.
Ієрархія малих чинів була послідовною — лише пробувши деякий час у найнижчих чинах (екзорцистах, псаломниках та остіаріях) можна було стати аколітом. Як правило духовна особа проходила послідовно всі ступені посвяти: остіарій — псаломник — екзорцист — аколіт — іподиякон і тільки потім могла претендувати на рукопокладення в диякони чи священики. Тридентський собор постановив, що посвята в іподиякони може відбуватись не раніше, ніж за рік після посвяти в аколіти.
Посвята у малі чини не була таїнством рукопокладення. Церемонію, як правило, проводив єпископ, який благословляв кандидата та вручав йому знак його служіння (аколіту — посудину для єлею, екзорцисту — книгу з чином екзорцизму, псаломнику — лекціонарій, остіарію — ключі).
Motu proprio папи Павла VI Ministeria quaedam від 15 серпня 1972 року скасувало поняття малі чини у новій формі латинського обряду. Чини остіаріїв та екзорцистів були ліквідовані, а аколіти і псаломники виведені за ранг кліру та віднесені до церковнослужителів (або «поставлених служителів»). Літургійні функції, які виконували малі чини, нині виконуються як поставленими псаломниками й аколітами, так і мирянами-міністрантами.
Малі чини зберігаються у католицьких традиціоналістичних громадах (наприклад Братстві святого Петра), що практикують римський обряд у його екстраординарній (тридентській) формі.
У східних католицьких церквах також зберігається поняття малих чинів. Конкретні види служіння залежать від літургійного обряду тієї чи іншої церкви. У церквах візантійського обряду (греко-католицьких) існують два малих чини — свіченосець і псаломник.